# Olympische Sommerspiele 2016/Schwimmen – 4 × 100 m Freistil (Männer)
Der Wettbewerb über 4-mal 100 Meter Freistil der Männer bei den Olympischen Spielen 2016 in Rio de Janeiro wurde am 7. August 2016 im Estádio Aquático Olímpico ausgetragen. 73 Athleten nahmen daran teil.
Es fanden zwei Vorläufe statt. Die acht schnellsten Staffeln aller Vorläufe qualifizierten sich für das Finale, welches am gleichen Tag (MESZ am nächsten Tag) ausgetragen wurde.
Abkürzungen:
WR = Weltrekord, OR = olympischer Rekord, NR = nationaler Rekord
ER = Europarekord, NAR = Nordamerikarekord, SAR = Südamerikarekord, ASR = Asienrekord, AFR = Afrikarekord, OZR = Ozeanienrekord

## Vorlauf

### Vorlauf 1
7. August 2016
| Platz | Nation      | Athleten                                                                        | Zeit        | Anmerkung |
| ----- | ----------- | ------------------------------------------------------------------------------- | ----------- | --------- |
| 1     | Russland    | Andrei Gretschin Alexander Popkow Danila Isotow Alexander Suchorukow            | 3:12,04 min |           |
| 2     | Kanada      | Santo Condorelli Yuri Kisil Markus Thormeyer Evan van Moerkerke                 | 3:14,06 min |           |
| 3     | Japan       | Katsumi Nakamura Shinri Shioura Kenji Kobase Jun’ya Koga                        | 3:14,17 min | NR        |
| 4     | Italien     | Luca Dotto Marco Orsi Michele Santucci Luca Leonardi                            | 3:14,22 min |           |
| 5     | Deutschland | Steffen Deibler Björn Hornikel Philipp Wolf Damian Wierling                     | 3:14,97 min |           |
| 6     | Polen       | Paweł Korzeniowski Kacper Majchrzak Jan Świtkowski Konrad Czerniak              | 3:15,52 min |           |
| 7     | Spanien     | Markel Alberdi Sarobe Miguel Ortíz-Cañavate Aitor Martínez Bruno Ortíz-Cañavate | 3:16,71 min | NR        |
| 8     | Rumänien    | Marius Radu Daniel Macovei Alin Coste Norbert Trandafir                         | 3:17,03 min |           |

### Vorlauf 2
7. August 2016
| Platz | Nation             | Athleten                                                                     | Zeit        | Anmerkung |
| ----- | ------------------ | ---------------------------------------------------------------------------- | ----------- | --------- |
| 1     | Vereinigte Staaten | James Feigen Ryan Held Blake Pieroni Anthony Ervin                           | 3:12,38 min |           |
| 2     | Australien         | James Magnussen Kyle Chalmers James Roberts Matthew Abood                    | 3:12,65 min |           |
| 3     | Frankreich         | Clement Mignon William Meynard Fabien Gilot Mehdy Metella                    | 3:13,27 min |           |
| 4     | Brasilien          | Marcelo Chierighini Nicolas Nilo Gabriel Santos Matheus Santana              | 3:14,06 min |           |
| 5     | Belgien            | Dieter Dekoninck Jasper Aerents Glenn Surgeloose Pieter Timmers              | 3:14,16 min |           |
| 6     | Griechenland       | Odysseus Meladinis Kristian Gkolomeev Christos Katrantzis Apostolos Christou | 3:14,62 min |           |
| 7     | Ungarn             | Dominik Kozma Richard Bohus Krisztian Takacs Peter Holoda                    | 3:15,21 min |           |
| 8     | China              | Jianbin He Yongqing Lin Zetao Ning Hexin Yu                                  | DSQ         |           |

## Finale
8. August 2016, 04:52 MESZ
| Platz | Nation             | Athleten                                                             | Zeit        | Anmerkung |
| ----- | ------------------ | -------------------------------------------------------------------- | ----------- | --------- |
| 1     | Vereinigte Staaten | Caeleb Dressel Michael Phelps Ryan Held Nathan Adrian                | 3:09,92 min |           |
| 2     | Frankreich         | Mehdy Metella Fabien Gilot Florent Manaudou Jérémy Stravius          | 3:10,53 min |           |
| 3     | Australien         | James Roberts Kyle Chalmers James Magnussen Cameron McEvoy           | 3:11,37 min |           |
| 4     | Russland           | Andrei Gretschin Danila Isotow Wladimir Morosow Alexander Suchorukow | 3:11,64 min |           |
| 5     | Brasilien          | Marcelo Chierighini Nicolas Oliveira Gabriel Santos João de Lucca    | 3:13,21 min |           |
| 6     | Belgien            | Glenn Surgeloose Jasper Aerents Emmanuel Vanluchene Pieter Timmers   | 3:13,57 min | NR        |
| 7     | Kanada             | Santo Condorelli Yuri Kisil Markus Thormeyer Evan van Moerkerke      | 3:14,35 min |           |
| 8     | Japan              | Katsumi Nakamura Shinri Shioura Kenji Kobase Jun’ya Koga             | 3:14,48 min |           |